# فرودگاه آبی لا رونژ
فرودگاه آبی لا رونژ (به انگلیسی: La Ronge Water Aerodrome) یک فرودگاه همگانی است که یک باند فرود آب دارد. این فرودگاه در کشور کانادا قرار دارد و در ارتفاع ۳۶۴ متری از سطح دریا واقع شده است.